# Vincencij Strambi
Vincencij Strambi (1. januar 1745 – 1. januar 1824) – je bil italijanski katoliški pasijonist z redovniškim imenom Vincenzo Maria di San Paolo (Vincencij Marija od Setega Pavla), škof in svetnik, ki je daroval svoje življenje za papeža.   

## Življenjepis
Vincenzo Strambi (1. januar 1745 – 1. januar 1824) je bil cerkveni dostojanstvenik, zaobljubljeni član pasijonistov in je služil kot škof v škofiji Macerata-Tolentino od leta 1801 do svojega odstopa leta 1823. 
Strambi je postal pasijonist kljub temu, da ga je njihov ustanovitelj sveti Pavel od Križa večkrat zavrnil zaradi njegovega krhkega zdravja. Kljub temu je sprejemal in izvajal pasijonsko strogost, kar je nadaljeval tudi po svojem imenovanju za škofa, zaradi česar je bil bolj naklonjen svoji redovni kuti kot običajnemu škofovskemu oblačilu. Strambi je bil znan po svojih karitativnih načrtih, ki so vključevali skrb za revne in zmanjševanje škofijskih izdatkov, da bi ostalo več za njihovo oskrbo; posebej se je ukvarjal z vzgojo in nadaljnjim oblikovanjem duhovnikov.

### Izgon in vrnitev
Strambija so francoski okupatorji izgnali iz njegove škofije 1808, ker ni hotel podpisati prisege zvestobe Francoskemu cesarstvu pod Napoleonom, ki je zasedel in priključil Macerato k svojemu cesarstvu. 
“Pripravljen sem na ječo in smrt; jaz držim s papežem," je izjavil Strambi; niso pa bili vsi škofje tako odločni in pogumni. Tako je moral 28. septembra 1808 oditi iz svoje škofije pod stražo v severno Italijo, in sicer najprej v Milano, kjer je moral bivati skozi pet let v hišnem priporu. 
Takrat je izkoristil čas za svoje podtalno apostolsko delovanje v Novari in Milanu, preden se je mogel zmagoslavno vrniti na svoj sedež po Napoleonovih hudih porazih 1814 in odstopu.

## Dela
Vincencij je avtor izvirnih in temeljitih del s področja bogoslovja, nravnosti in nabožnosti. Mnoga njegova dela so ostala v rokopisu in so jih izdali šele po njegovi smrti. 
1. Dei tesori che abbiamo in Gesù Cristo nostro Salvatore e dei misteri della sua vivifica passione e morte fonte perenne di tutti i beni, Macerata s.d. [ma 1805];
2. Raccolta di esercizj divoti e pie istruzioni per facilitare ai fedeli la prattica santa e fruttuosa degli atti di religione, a promuovere ne’ loro cuori la vera pietà, Roma 1819;
3. Il Mese di giugno consecrato al preziosissimo sangue del nostro amabilissimo Redentore, Roma 1820;
4. Il Mese di giugno consecrato al preziosissimo sangue del nostro amabilissimo Redentore, Roma 1829;
5. Esercizio di brevi, ed affettuose meditazioni sopra la passione santissima di Gesù Cristo per ogni giorno del mese, Venezia 1836;
6. Raccolta di esercizi divoti e pie istruzioni per un sacerdote passionista con l’aggiunta delle regole di vita per giovanetto e per giovanetta, Napoli 1854.
7. Vita del ven. servo di Dio P. Paolo Della Croce fondatore della Congregazione de’ Chierici Scalzi. [Estratta fedelmente dai processi ordinari], Roma 1786 (več izdaj, zadnja ima naslov:)
8. San Paolo della Croce: biografia, Cantalupa 2004). [6]

O njem je izšlo prvo temeljito delo 1824 v italijanščini pod naslovom: Compendio della vita di monsignor Vincenzo M. Strambi, già vescovo di Marcerata e Tolentino s sodelovanjem več avtorjev: Ferruzzi, Michele; Rudoni, Pietro; Cavagna Sangiuliani di Gualdana, Antonio, conte. Milano, Tipografia e Libreria [Omobono] Manini ne' Tre Re. 

### Navedki
»Io sono pronto per la prigione e per la morte; io sto con il papa!« (Italijanski izvirnik)
»Pripravljen sem na ječo in smrt; jaz držim s papežem!« (Slovenski prevod)
“I poveri sono i miei padroni ed io non sono che il loro economo” (Italijanski izvirnik)
»Reveži so moji gospodarji in jaz sem samo njihov upravnik.« (Slovenski prevod)
“Ascolta il clamore dei poveri!” - »I poveri urlano, urlano.« (Italijanski izvirnik)
»Poslušjte vpitje revežev!« - »Ubogi na vso moč vpijejo (proseč za pomoč).« (Slovenski prevod) 

## Smrt in spomin
Škofoval je za časa nadaljnjega papeževanja Pija VII., dokler ni njegov naslednik Leon XII. sprejel Strambijevo odpoved in ga povabil k sebi v Rim za osebnega svetovalca. Takoj po svojem kronanju je papež nenadoma na smrt zbolel. Vincencij pa je tedaj velikodušno ponudil svoje življenje Bogu v zameno za življenje komaj izvoljenega papeža. In res: na veliko presenečenje kardinalov in vernikov je Leon XII. Popolnoma ozdravel; Strambija pa je zadela kap in je tekom enega tedna umrl v Rimu 1. januarja 1824.

### Posvečenje
Postopek za njegovo posvečenje se je začel za takratne navade sorazmrno kmalu po smrti in sicer 25. junija 1845, ko je na koncu dobil naslov Častitljivi Božji služabnik 1. aprila 1894. 
Papež Pij XI. je poblaženil škofa Strambija v svetem letu 1925 kot vzornika krščanske ljubezni; papež Pij XII. pa ga je prištel k svetnikom na naslednje sveto leto, in sicer 1950 v Cerkvi sv. Petra.